# مهتاب (فیلم ۲۰۰۲)
«مهتاب» (انگلیسی: Moonlight (film)) فیلمی در ژانر مهیج است که در سال ۲۰۰۲ منتشر شد.